# 茂原北陵高等学校
茂原北陵高等学校（もばらほくりょうこうとうがっこう）は、千葉県茂原市にある私立高等学校。

## 沿革
- 1899年：東京で裁縫塾を開いていた永野たけ、帰郷して長生郡長南町に長生裁縫女学校を開設。
- 1937年：甲種実業学校として認可、千葉県長生家政高等女学校と改称。
- 1948年：学制改革に伴い千葉県長生家政高等学校に改組。
- 1964年：長生女子高等学校と改称。
- 1965年：普通科を男女共学で設置。
- 1967年：千葉県長南高等学校と改称。
- 1987年：茂原市の現校地への移転を開始（1992年に完了）。
- 1994年：茂原北陵高等学校と改称。

## 学科、コース
茂原市内唯一の私立高校である。普通科と家政科が設置されており、普通科の一部として特別進学コースが設けている。近年、大学進学率が上昇しており、難関大学に合格する生徒も増えてきた。

## 著名な出身者
- 川嶋勝重 - プロボクサー（元WBC世界スーパーフライ級王者）
- 卜部弘嵩 - キックボクサー全日本新空手K-2軽中量級王者(2007年)・Krush－60kg初代王者(2011年)